# Viminaria
Viminaria é um género botânico pertencente à família Fabaceae.